# Vittorio Sermonti
Pour les articles homonymes, voir Sermonti.
Vittorio Sermonti est un écrivain italien né à Rome le 26 septembre 1929 et mort dans la même ville le 23 novembre 2016.

## Biographie
Il est aussi un traducteur de théâtre et de poésie et lecteur de Dante (ainsi que directeur et animateur de radio et de télévision, journaliste, professeur d'Italien-Latin au lycée du vers théâtral à l'Accademia Nazionale d’Arte Drammatica).
Il est le frère de Rutilio, historien, essayiste, zoologiste et militant fasciste, et de Giuseppe, écrivain.
En 1969, il se marie avec Samaritana Rattazzi (1947), dont il a trois enfants: Maria (1970-1975), Pietro (1971), acteur, Anna (1975), et depuis 1982 il vit avec Ludovica Ripa di Meana (1933) qu'il épouse en 1992.

### Activité de lecteur
Outre la publication de nombreux ouvrages, entre 1995 et 1997, il lit dans la basilique San Francesco de Ravenne l'entière Divine Comédie; entre 2000 et 2002, il lit aux Marchés de Trajan et au Panthéon à Rome; de même en 2003 et 2005 à Florence (Cenacle Santa Croce (it)) et à Milan (S. Maria delle Grazie); ainsi qu'en 2006 à Bologne (Santo Stefano), une lecture de l'Enfer.
À l'automne de 2006, il présente sa traduction de l'Énéide, lors d'une lecture du Chant XII, à Milan (S. Maria delle Grazie), et à l'automne 2007 à Rome, (exèdre  de Marc Aurèle aux musées du Capitole).

## Publications

### Romans
- (it) La bambina Europa, éd.Sansoni, 1954  (ISBN 88-178-5725-4)
- (it) Giorni travestiti da giorni, éd. Feltrinelli 1960
- (it) Novella storica su come Pierrot Badini sparasse le sue ultime cartucce, éd. Garzanti 1968

### Chroniques
- (it) Dov’è la vittoria? (chronique des chroniques du Mondial de 1982 en Espagne), éd. Bompiani 1983-2004

### Essais
- (it) Sempreverdi, éd. Rizzoli - 2002 -   (ISBN 9788817869805)
- (it) Commedia di Dante (La), éd. Rizzoli - 2006 -   (ISBN 9788817014267)
- (it) Inferno di Dante (L'), supervisé par Gianfranco Contini, éd. Rizzoli - 2006 -   (ISBN 9788817012850)
- (it) Purgatorio di Dante (Il), supervisé par Gianfranco Contini, éd. Rizzoli - 2006 -   (ISBN 9788817012867)
- (it) Paradiso di Dante (Il), revu par Cesare Segre, éd. Rizzoli, - 2006 -   (ISBN 9788817012874)
- (it) Eneide di Virgilio (L'), éd. Rizzoli - 2008 -   (ISBN 9788817027489)
- (it) Il vizio di leggere, Rizzoli – 2009,  (ISBN 8817032980)

### Poèmes
- (it) Ho bevuto e visto il ragno, cento pezzi facili, éd. Il Saggiatore, 1999  (ISBN 9788842807599)

### Livrets d'opéra
- (it) Giacomo mio, salviamoci ! pour Giorgio Battistelli, Macerata - 1988
- (it) Gesualdo, Considered as a Murderer pour Luca Francesconi, Amsterdam - 2004

## Autres
Il est membre de l'Accademia Virgiliana (it), membre d'honneur de la «Dante Alighieri» de  Paris, membre de l' « Institut Aspen Italia »  et citoyen d'honneur de la ville de  Ravenne.

## Crédit d'auteurs
- (it) Cet article est partiellement ou en totalité issu de l’article de Wikipédia en italien intitulé « Vittorio Sermonti » (voir la liste des auteurs).